# S9G (原子炉)
S9G（S9G Next Generation Reactor）はアメリカ海軍の艦艇向け発電・推進用原子炉であり
、バージニア級原子力潜水艦に搭載されている。
型式名のS9Gは以下のような意味である。
- S = 潜水艦用
- 9 = 設計担当メーカにおける炉心設計の世代
- G = 設計担当メーカ（ゼネラル・エレクトリック）

## 設計と運用
S9Gの設計はノルズ原子力研究所が担当し、その後ゼネラル・エレクトリックが管理した。S9Gには自然循環冷却技術が取り入れられており、最大出力までのかなりの部分で冷却材循環ポンプを使用せずに運転できるよう設計されていると考えられている。設計の主眼はエネルギー密度の向上と耐食性を向上した蒸気発生器を含む新しい機器の採用、長寿命炉心の採用により艦齢途中での燃料交換を不要とすることを核とするライフサイクルコストの低減（シーウルフ級において高コストが問題視され、バージニア級原子力潜水艦においてコストが重要視されたことを踏まえ、シーウルフ級並みの静粛性と改ロサンゼルス級原子力潜水艦並みのコストでの運用が可能なことも重視された）に置かれていた。新しい蒸気発生器では、従来の設計における腐食の懸念が緩和され、サイズ・重量とも小さくなったことで設備全体の配置がより柔軟に行えるようになった。
また、この原子炉は、33年間に渡って燃料交換の必要がなくなるよう設計されており、艦の運用期間中（30年想定）は燃料交換の必要がない。